# Elecciones regionales de Amazonas de 2006
Las elecciones regionales de Amazonas de 2006 se llevaron a cabo el 19 de noviembre de 2006 para elegir al presidente regional, al vicepresidente regional y al Consejo Regional para el periodo 2007-2010. La elección se celebró simultáneamente con elecciones regionales y municipales (provinciales y distritales) en todo el Perú.
Oscar Altamirano Quispe, candidato de Fuerza Democrática, resultó electo como presidente regional de Amazonas, derrotando a Lety Cumpa Dávila, candidata del Partido Aprista Peruano, partido vencedor en las anteriores elecciones regionales y en las elecciones generales de ese mismo año, que cayó al quinto lugar de preferencias electorales. Esta elección marcó la última vez que un partido político nacional en solitario ganó unas elecciones regionales en Amazonas.

## Sistema electoral
El Gobierno Regional de Amazonas es el órgano administrativo y de gobierno del departamento de Amazonas. Está compuesto por el presidente regional, el vicepresidente regional y el Consejo Regional.
La votación del presidente, vicepresidente y consejo regional se realiza en base al sufragio universal, que comprende a todos los ciudadanos nacionales mayores de dieciocho años, empadronados y residentes en el departamento de Amazonas y en pleno goce de sus derechos políticos, así como a los ciudadanos no nacionales residentes y empadronados en el departamento de Amazonas.
El Consejo Regional de Amazonas está compuesto por 7 consejeros elegidos por sufragio directo para un período de cuatro (4) años, en forma conjunta con la elección del presidente regional. La votación es por lista cerrada y bloqueada. Se asigna a la lista ganadora los escaños según el método d'Hondt o la mitad más uno, lo que más le favorezca.

## Composición del Consejo Regional de Amazonas
La siguiente tabla muestra la composición del Consejo Regional de Amazonas antes de las elecciones.
| Partidos | Partidos                | Consejeros |
| -------- | ----------------------- | ---------- |
|          | Partido Aprista Peruano | 5          |
|          | Perú Posible            | 1          |
|          | Unidad Nacional         | 1          |

## Partidos y candidatos
A continuación se muestra una lista de los principales partidos y alianzas electorales que participaron en las elecciones:
| Candidatura | Candidatura | Partidos y alianzas                                              | Candidato | Candidato                 | Ideología                                        | Resultado previo | Resultado previo | Ref. |
| Candidatura | Candidatura | Partidos y alianzas                                              | Candidato | Candidato                 | Ideología                                        | Votos (%)        | Con.             | Ref. |
| ----------- | ----------- | ---------------------------------------------------------------- | --------- | ------------------------- | ------------------------------------------------ | ---------------- | ---------------- | ---- |
|             | APRA        | Lista - Partido Aprista Peruano (APRA)                           |           | Lety Cumpa Dávila         | Aprismo                                          | 20.06%           | 5                |      |
|             | AP          | Lista - Acción Popular (AP)                                      |           | Denis López Hurtado       | Humanismo Nacionalismo cívico Reformismo         | 16.99%           | 0                |      |
|             | FD          | Lista - Fuerza Democrática (FD)                                  |           | Oscar Altamirano Quispe   | Reformismo                                       | Nuevo            | Nuevo            |      |
|             | Sí Cumple   | Lista - Agrupación Independiente Sí Cumple (Sí Cumple)           |           | Francisco Ramos Santillán | Fujimorismo Populismo de derecha                 | Nuevo            | Nuevo            |      |
|             | PNP         | Lista - Partido Nacionalista Peruano (PNP)                       |           | César Reyes Valle         | Socialismo democrático Nacionalismo de izquierda | Nuevo            | Nuevo            |      |
|             | MORAUAC     | Lista - Movimiento Regional Amazonense Unidos al Campo (MORAUAC) |           | Víctor Campos Torres      | Regionalismo amazonense                          | Nuevo            | Nuevo            |      |

## Resultados

### Sumario general
|                        |                                                          |              |              |              |            |            |
| Partidos y coaliciones | Partidos y coaliciones                                   | Voto popular | Voto popular | Voto popular | Consejeros | Consejeros |
| Partidos y coaliciones | Partidos y coaliciones                                   | Votos        | %            | ±pp          | Total      | +/−        |
|                        | Fuerza Democrática (FD)                                  | 37,315       | 26.80        | Nuevo        | 5          | +5         |
|                        | Movimiento Regional Amazonense Unidos al Campo (MORAUAC) | 28,773       | 20.67        | Nuevo        | 1          | +1         |
|                        | Acción Popular (AP)                                      | 25,650       | 18.42        | +1.43        | 1          | +1         |
|                        | Partido Nacionalista Peruano (PNP)                       | 18,434       | 13.24        | Nuevo        | 0          | ±0         |
|                        | Partido Aprista Peruano (APRA)                           | 18,197       | 13.07        | –6.99        | 0          | –5         |
|                        | Agrupación Independiente Sí Cumple (Sí Cumple)           | 10,854       | 7.80         | Nuevo        | 0          | ±0         |
|                        |                                                          |              |              |              |            |            |
| Total                  | Total                                                    | 139,223      |              |              | 7          | ±0         |
|                        |                                                          |              |              |              |            |            |
| Votos válidos          | Votos válidos                                            | 139,223      | 88.87        | +3.43        |            |            |
| Votos en blanco        | Votos en blanco                                          | 7,987        | 5.10         | –2.35        |            |            |
| Votos nulos            | Votos nulos                                              | 9,446        | 6.03         | –1.08        |            |            |
| Votos emitidos         | Votos emitidos                                           | 156,656      | 82.96        | +4.09        |            |            |
| Abstenciones           | Abstenciones                                             | 32,185       | 17.04        | –4.09        |            |            |
| Votantes registrados   | Votantes registrados                                     | 188,841      |              |              |            |            |
|                        |                                                          |              |              |              |            |            |
| Fuente:                |                                                          |              |              |              |            |            |

### Autoridades electas
| Cargo                               | Autoridad electa | Autoridad electa            | Partido político | Partido político                               |
| ----------------------------------- | ---------------- | --------------------------- | ---------------- | ---------------------------------------------- |
| Presidente Regional de Amazonas     |                  | Oscar Altamirano Quispe     |                  | Fuerza Democrática                             |
| Vicepresidente Regional de Amazonas |                  | Julio Sagástegui Jáuregui   |                  | Fuerza Democrática                             |
| Consejero Regional de Amazonas      |                  | Mariano Hernández Escalante |                  | Fuerza Democrática                             |
| Consejero Regional de Amazonas      |                  | Manuel Salazar Montoya      |                  | Fuerza Democrática                             |
| Consejero Regional de Amazonas      |                  | Marina Marquina de Ocampo   |                  | Fuerza Democrática                             |
| Consejero Regional de Amazonas      |                  | Levi Tiwi Pujupat           |                  | Fuerza Democrática                             |
| Consejero Regional de Amazonas      |                  | José Ramírez Zegarra        |                  | Fuerza Democrática                             |
| Consejero Regional de Amazonas      |                  | Antun Kuji Jawian           |                  | Movimiento Regional Amazonense Unidos al Campo |
| Consejero Regional de Amazonas      |                  | Rolando Ramos Chuquimbalqui |                  | Acción Popular                                 |